# George Svendsen
George Peter Svendsen (Minneapolis, 22 marzo 1913 – Minneapolis, 6 agosto 1995) è stato un giocatore di football americano, cestista e allenatore di pallacanestro statunitense, professionista nella NFL e nella NBL.

## Carriera
Giocò per una stagione nella NBL, disputando 11 partite con 4,1 punti di media.